# Philippe Streiff
Philippe Pierre Streiff (* 26. Juni 1955 in Grenoble; † 23. Dezember 2022 in Puteaux) war ein französischer Automobilrennfahrer, der von 1984 bis 1988 in der Formel-1-Weltmeisterschaft aktiv war.

## Karriere

### Monoposto
Streiff begann 1978 seine Monoposto-Karriere in der französischen Formel Renault. 1979 stieg er in die Französische Formel-3-Meisterschaft auf, wo er 1981 den Meistertitel gewann. Anschließend wechselte er in die Formel-2-Europameisterschaft, wo er 1984 das Rennen in Brands Hatch gewann. Parallel zu seiner Formel-2-Karriere bestritt er Formel-1-Testfahrten für Renault. Als Dank für seine Dienste als Testfahrer setzte Renault beim Großen Preis von Portugal 1984 ein drittes Fahrzeug für Streiff ein. Der Renault schied im Rennen jedoch wegen einer defekten Antriebswelle aus.
1985 fuhr er vier Rennen für Ligier und wurde am Ende der Saison von Tyrrell als Ersatz für den tödlich verunglückten Stefan Bellof verpflichtet. Streiff fuhr bis 1987 für den Rennstall von Ken Tyrrell. 1988 wechselte er zum französischen Rennstall AGS. Kurz vor Beginn der Saison 1989 verunglückte er bei Testfahrten in Brasilien schwer und war seitdem vom Hals abwärts querschnittgelähmt.
Streiff erzielte in 53 Grands Prix insgesamt elf Punkte. Größter Erfolg seiner Formel-1-Laufbahn war der dritte Platz beim Großen Preis von Australien 1985.

### Sportwagen
Beim 24-Stunden-Rennen von Le Mans konnte er bei vier Starts zwei Podestplatzierungen erreichen: 1981 belegte er gemeinsam mit Jean-Louis Schlesser und Jacky Haran Rang zwei auf einem Rondeau M379 und 1984 zusammen mit David Hobbs und Sarel van der Merwe Rang drei auf einem Porsche 956B.
Er starb im Dezember 2022.

## Statistik

### Le-Mans-Ergebnisse
| Jahr | Team                        | Fahrzeug     | Teamkollege          | Teamkollege         | Platzierung            | Ausfallgrund |
| ---- | --------------------------- | ------------ | -------------------- | ------------------- | ---------------------- | ------------ |
| 1978 | Team Pronuptia              | Lola T296    | Michel Elkoubi       | Pierre Yver         | nicht klassiert        |              |
| 1981 | Jean Rondeau                | Rondeau M379 | Jean-Louis Schlesser | Jacky Haran         | Rang 2 und Klassensieg |              |
| 1983 | Ford Concessionaires France | Rondeau M482 | Jean-Pierre Jaussaud |                     | Ausfall                | Ölleck       |
| 1984 | John Fitzpatrick Racing     | Porsche 956B | David Hobbs          | Sarel van der Merwe | Rang 3                 |              |